# Maram Elshafei
Maram Elshafei (2002) es una deportista egipcia que compite en triatlón. Ganó una medalla de plata en el Campeonato Africano de Triatlón de 2021 en la prueba de relevo mixto.

## Palmarés internacional
| Campeonato Africano | Campeonato Africano     | Campeonato Africano | Campeonato Africano |
| Año                 | Lugar                   | Medalla             | Prueba              |
| ------------------- | ----------------------- | ------------------- | ------------------- |
| 2021                | Sharm el-Sheij (Egipto) | Medalla de plata    | Relevo mixto        |